# Flyglobespan
Flyglobespan was een Britse luchtvaartmaatschappij met haar thuisbasis in Edinburgh.
Flyglobespan werd opgericht in 2002 door de Globespan groep. De luchtvaartmaatschappij heeft op 17 december 2009 haar vluchten opgeschort en de boeken neergelegd.